# Daniel Stec
Daniel Stec (ur. 23 kwietnia 1973 w Górze) – polski koszykarz występujący na pozycji rozgrywającego.

## Życiorys
Urodził się w miejscowości Góra w województwie wielkopolskim. W wieku trzech lat zamieszkał w Prudniku. Uczęszczał do Szkoły Podstawowej nr 3, gdzie zaczął trenować koszykówkę pod okiem Andrzeja Chybzińskiego, szkoleniowca Pogoni Prudnik. Wraz z reprezentacją szkoły zdobył 5. miejsce na mistrzostwach Polski szkół podstawowych.
Przed rozpoczęciem edukacji w liceum w Prudniku otrzymał ofertę gry w Skrze Warszawa. Zamieszkał w internacie w Warszawie. Występował w Skrze od 1989 do 1993. Był zawodnikiem młodzieżowych reprezentacji Polski, brał udział w rozgrywkach mistrzostw Europy. W sezonie 1993/1994 grał w ekstraklasowej Polonii Warszawa. Spędził pół sezonu w AgroFar Kraśnik. W sezonie 1995/1996 występował w Wybrzeżu Gdańsk, w sezonie 1996/1997 w Anwilu Włocławek, a w sezonie 1997/1998 w Miteksie Kielce. Od 1998 grał w Legii Warszawa.
Zakończył karierę po złamaniu ręki w nadgarstku w 2001. W sezonie 2004/2005 wystąpił w Legionie Legionowo.